# Karl Friedrich Schimper
Karl Friedrich Schimper (Mannheim, 15 febbraio 1803 – Schwetzingen, 21 dicembre 1867) è stato un botanico e poeta tedesco.
In suo onore è stato denominato il Ghiacciaio Schimper, un ghiacciaio situato nella parte orientale dei Monti Herbert, che fanno parte della Catena di Shackleton, nella Terra di Coats in Antartide.